# Carex serravalensis
Carex serravalensis là một loài thực vật có hoa trong họ Cói. Loài này được Beauverd publ. 1923 mô tả khoa học đầu tiên năm 1922.